# O Cantor das Multidões
O cantor das multidões é um filme documentário brasileiro de média-metragem de 1969, dirigido e produzido por Oswaldo Caldeira, sobre o cantor Orlando Silva.

## Sinopse
Sempre perseguido por milhares de fãs em todos os pontos do Brasil onde se apresentava, passou a ser anunciado por Oduvaldo Cozzi, famoso locutor esportivo, como "o cantor das multidões". Além do próprio Orlando Silva, o filme entrevista figuras do rádio brasileiro, como Bororó, Oduvaldo Cozzi e outros.

## Prêmios
- Certificado de Classificação Especial do Instituto Nacional de Cinema - 1970
- Prêmio de Aquisição do INC - 1970